# Liagärde
Liagärde är ett naturreservat i Marks kommun i Västra Götalands län.
Reservatet är skyddat sedan 2003 och omfattar 14 hektar. Liagärdesberget ligger på norra sidan av Stora Hålsjön, nordväst om Kinna. I söder och öster sluttar berget brant ner mot sjön och omgivningen.
Inom området finns småskaligt mönster av åker- och betesmarker. Där finns små lövdungar, bäckdråg och större skogspartier. Barrskogen dominerar men inom områden med lövträd finns de mer värdefulla miljöerna med gamla träd. Bl.a. domineras rasbranterna av olika ädellövträd, främst alm, lind och ek.
På de gamla ädellövträden och på lodytorna finns en lång rad rödlistade arter av mossor och lavar. Det finns en lundflora med arter som lundelm, skogsbingel och desmeknopp. Inom området växer även glansnäva och rödkörvel. Ställvis hittar man blåsippa och stinksyska. En rik flora av hänglav finns i granskogen. I området finns ett antal hotade arter enligt den nationella rödlistan, fågelfotsmossa, örtlav, narrtagging och hasselsnok.
Naturreservatet förvaltas av Marks kommun.

## Galleri

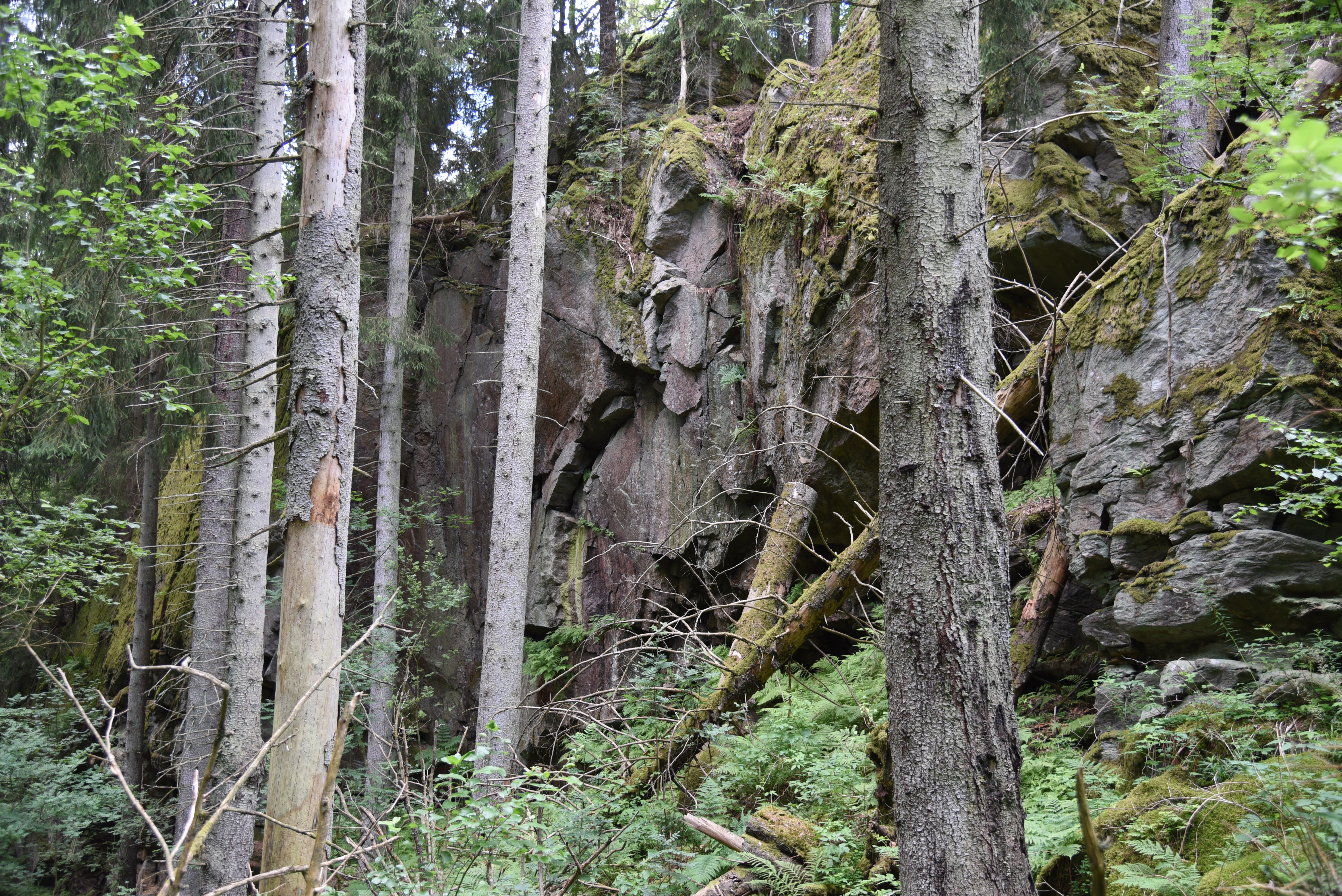
Bergsformation i Liagärde.
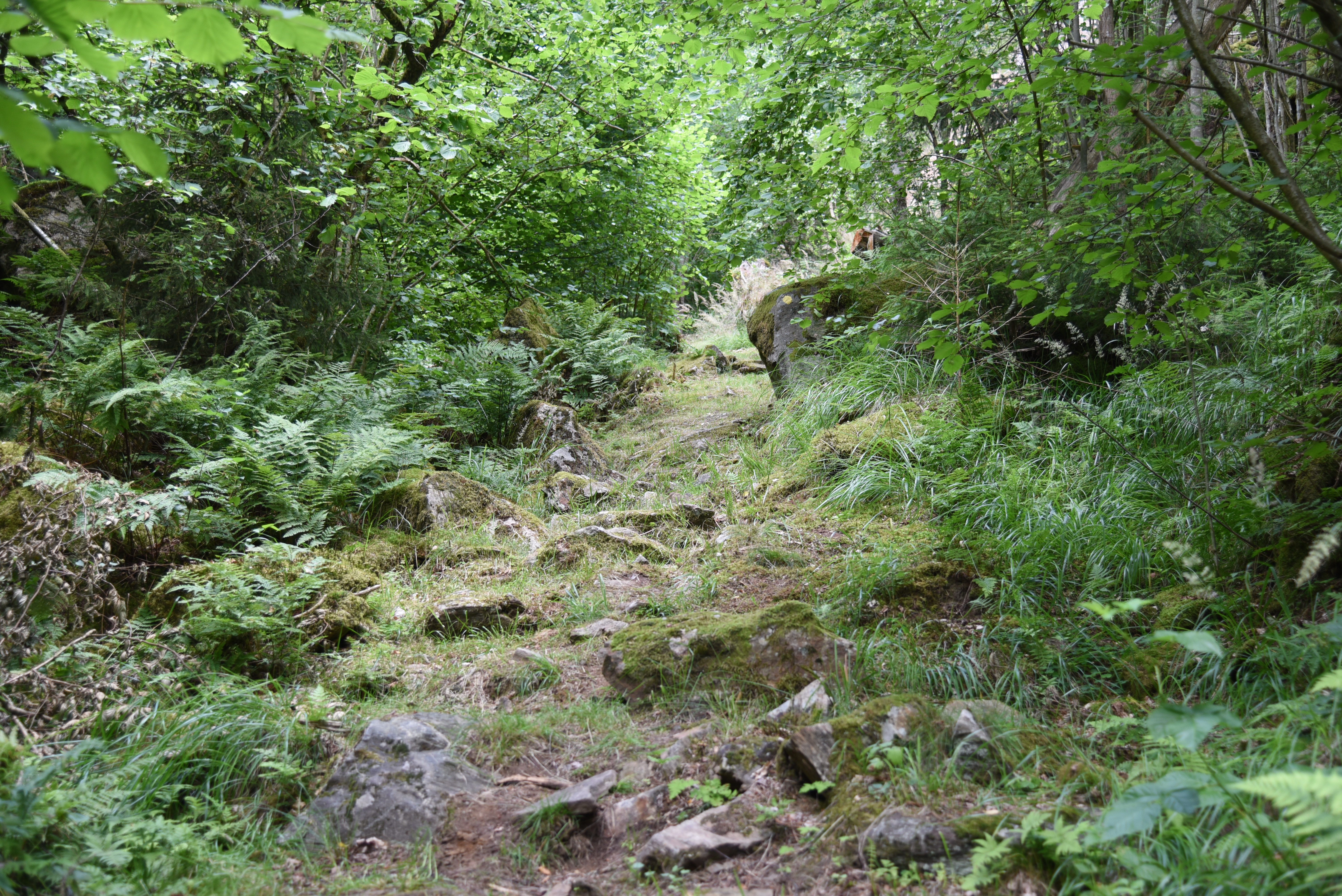
Stenålderstigen.
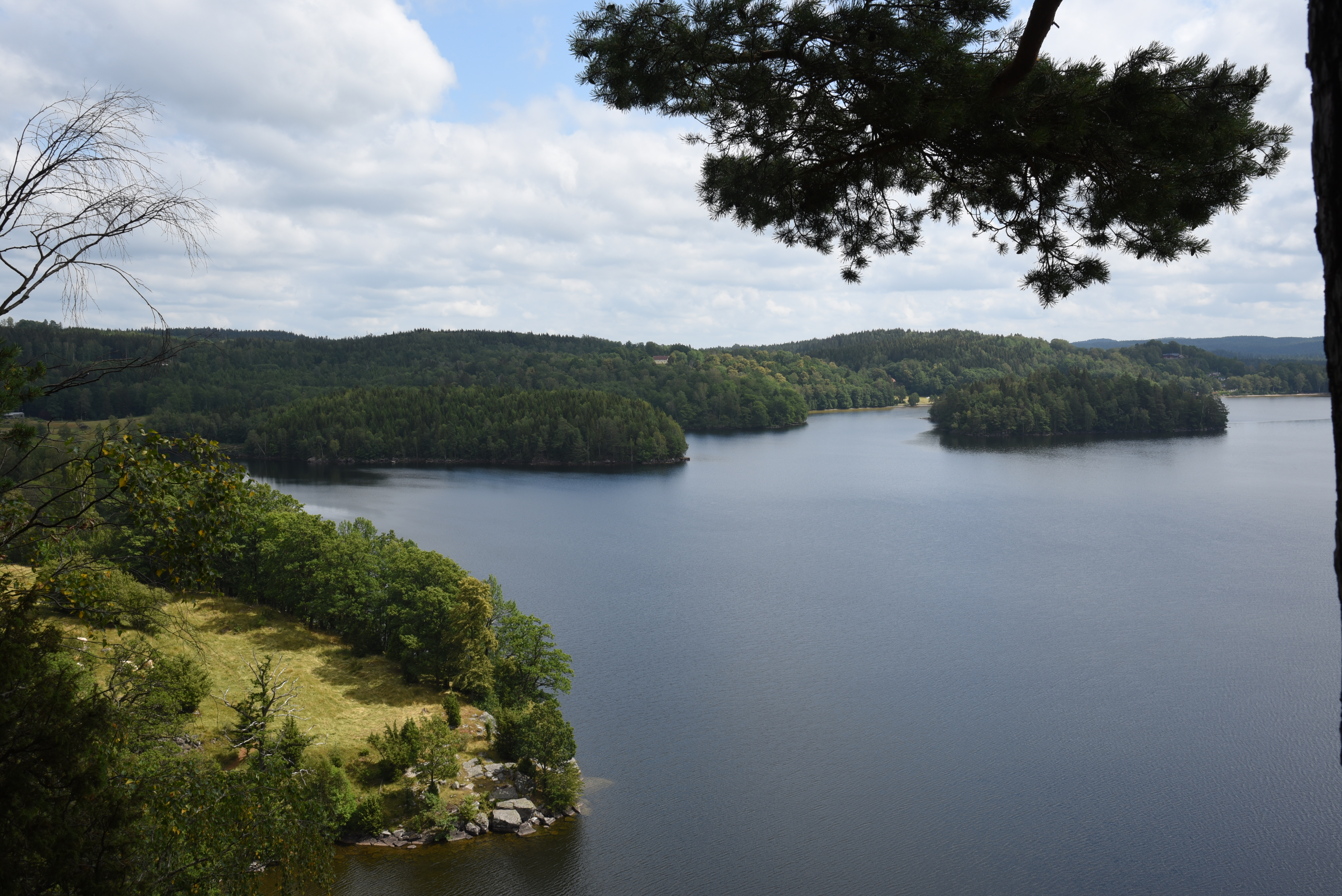
Utsikt över Stora Hålsjön från Liagärdesberget.
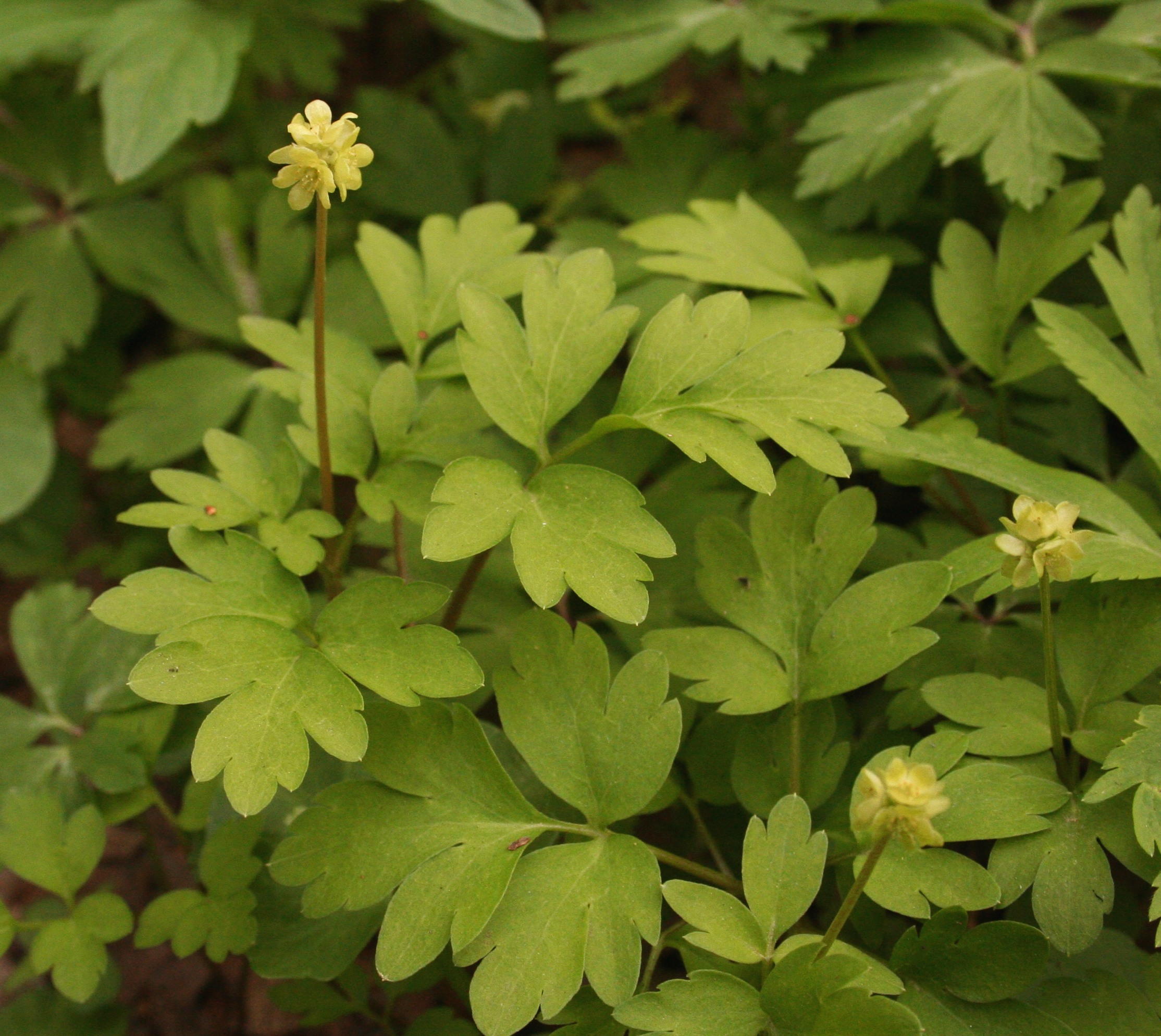
Desmeknopp växer i Liagärde.